# Lewis Peatlands
De Lewis Peatlands  (Schots-Gaelisch: mòinteach Leòdhais) is een groot gebied van blanket bog (terreinbedekkend veen) dat meer dan een derde van het Schotse eiland Lewis bedekt. Met een totale oppervlakte van 589 km² is het een van de grootste en meest intacte bekende gebieden van terreinbedekkend veen ter wereld. 
Het gebied bevat een bijna ononderbroken mantel van terreinbedekkend veen, met oligotrofe en mesotrofe kleine poelen en lochans. Het gebied herbergt een grote verscheidenheid aan broedende watervogels, waaronder internationaal belangrijke aantallen bonte strandlopers (tot 30% van de wereldpopulatie) en nationaal belangrijke populaties van talloze andere soorten, waaronder de parelduiker, de steenarend en de goudplevier.
Lewis Peatlands is erkend als drasland van internationaal belang onder de Conventie van Ramsar en is aangewezen als speciale beschermingszone. Het is het op een na grootste Ramsargebied in Schotland.

## Important Bird Area
Het gebied is aangewezen als Important Bird Area door BirdLife International vanwege het belang voor significante populaties van de bonte strandloper, goudplevier, parelduiker, roodkeelduiker, smelleken en steenarend.